# George Stanka
George Frederick Stanka (* 14. Juli 1982) ist ein ehemaliger deutscher Basketballspieler.

## Laufbahn
Stanka spielte bei der TG Landshut. Mit dem TSV Breitengüßbach wurde er 2002 an der Seite von Andreas Saller und Christopher McNaughton unter Trainer Wolfgang Heyder deutscher U20-Jugendmeister. In der Saison 2002/03 bestritt er für TSK Bamberg einen Kurzeinsatz in der Basketball-Bundesliga und wurde mit der Mannschaft Zweiter der deutschen Meisterschaft. Der zwei Meter große Flügel- und Innenspieler lief zusätzlich mithilfe eines Zweitspielrechts beim Zweitligisten Breitengüßbach auf.
In der Saison 2005/06 spielte Stanka unter Trainer Heyder für den Regionalligisten 1. FC 1911 Baunach. Anschließend legte er eine Basketballpause ein und widmete sich seinem Studium der Rechtswissenschaft an der Friedrich-Alexander-Universität Erlangen-Nürnberg, ehe er ab 2008 wieder in Baunach spielte. Mit 19,6 Punkten je Begegnung war er in Saison 2008/09 der beste Korbschütze der Baunacher Mannschaft, am Ende der Spielzeit erlitt er einen Kreuzbandriss.
Stanka wurde beruflich als Rechtsanwalt in München tätig.